# 리튬 아마이드
리튬 아마이드(영어: Lithium amide, 화학식: LiNH2)는 Li-, NH2+으로 이루어진 무기 화합물이며, 리타마이드라고도 불린다. 물과는 반응하며 에탄올에 약간 용해되지만 암모니아에는 용해되지 않는다. 화학식량은 22.96g/mo이며, 녹는점 :375°C, 분해온도 :430°C이다. 이 물질은 리튬 이온과 암모니아의 짝염기로 구성되어 있으며 정방정계 구조를 가진 흰색 고체이다.
아민 음이온의 짝염기는 아마이드로 알려져 있다. 그러므로 리튬 아마이드는 아민의 리튬염에 속한 화합물과 관련이 있다. 이 화학 물질은 Li+, NR2-의 공통된 형태를 가지고 있는데 모구조로서 리튬 아마이드를 가진다. 일반적인 리튬 아마이드들은 디아소프로필아마이드(lithium diisopropylamide, LDA), 리튬 테트라메틸피페리다이드(Lithium tetramethylpiperidide, LiTMP),그리고 리튬 헥사메틸디실아자이드(lithium hexamethyldisilazide, LiMHMDS)를 포함한다.

## 합성
리튬 아마이드는 리튬금속에 액체 암모니아를 추가하면서 만들 수 있다.
2Li + 2NH3 → 2LiNH2 + H2
대개 리튬 아마이드는 암모니아를 적절한 아민으로 바꾸어주면 비슷하게 형성된다.
2Li + 2R2NH → 2LiNR2 + H2
리튬 아마이드는 반응성이 매우 높은 화합물이고 강염기 역할을 할 수 있다. 질소원자가 가려지더라도, 그들은 구핵원자로서의 역할을 할 수 있다.

## 예시
리튬 테트라메틸피페리다이드(Lithium tetramethylpiperidide)는 4분자체로 결정화될 수 있다. 반면에, 복잡한 치환기(1-phenylethyl)의 리튬 유도체는 3분자체가 되어 결정화 된다.
금속 알콕사이드와 아마이드의 섞인 혼합 올리고머를 만드는 것도 가능하다. 이들은 금속 알콕사이드와 알킬기의 혼합물인 초염기와 관련되어 있다. 고리 올리고머는 질소의 고립전자쌍이 다른 금속의 중앙에 결합할 동안 아마이드의 질소가 리튬에게 시그마 결합을 이룰 때 형성된다.